# Asellia
Asellia és un gènere de ratpenats de la família dels hiposidèrids que comprèn quatre espècies.

## Taxonomia
- A. arabica
- A. italosomalica
- Ratpenat trident de Patrizi (Asellia patrizii)
- Ratpenat trident comú (Asellia tridens)